# Шип (рыба)
Шип (лат. Acipenser nudiventris) — рыба семейства осетровых. В ряде источников описывается под названием виз.
Длина тела до 220 см, весит до 80 кг. Проходная. Населяет бассейны Аральского, Каспийского и Чёрного морей. Для икрометания входит в реки. Образует яровую и озимую формы. Половой зрелости самцы достигают в возрасте 6—9 лет, самки — в 12—14 лет. Нерест в марте — мае. Плодовитость от 200 до 1290 тыс. икринок. Питается моллюсками и др. водными беспозвоночными, а также рыбой. В прошлом ценная промысловая рыба, сейчас вид в природе находится под охраной, как находящийся на грани исчезновения.

## Общая характеристика
Внешний вид характерен для осетровых. Из пяти рядов костяных щитков спинной состоит из 11—17 жучек, в боковых их по 52—72, на брюшных 12—17. На первой жаберной дуге 21—40 (24—36) жаберных тычинок.

## Ареал
Населяет бассейны Каспийского, Аральского, Чёрного и Азовского морей, в Чёрном, особенно в Азовском море, почти исчез. В Аральском море исчез, после начала его высыхания и прекращения стока Амударьи и Сырдарьи. Шип — полупроходная рыба, так как зимует в реках. Причём в Арале был представлен только озимой расой. В Каспийском море шип обитает преимущественно в южной части, откуда на икрометание входит в Куру; в иранской части входит в Сефидруд. В Волге шип очень редок, но входит в р. Урал. Возможно, еще сохранился в Дунае и Риони (бассейн Черного моря).
В Аральском море шип обитал повсеместно, до пересадки каспийской севрюги являясь там единственным представителем осетровых. Из Арала для икрометания шип поднимался по рекам Сырдарье и Амударье на значительные расстояния (по Сырдарье — до города Чиназа и далее на расстояние до 2600 км от устья).
Вид акклиматизирован в Или-Балхашском бассейне.

## Созревание и питание
Живёт шип до 30 лет и более, достигая длины 214 см и массы 80 кг. В Аральском море основная масса шипа в уловах имела возраст 12—21 год; половая зрелость наступала в 12—14 лет. В Куре уловы шипа состояли из рыб от 6 до 23 лет, основная масса самцов имела возраст 9—16 лет, самок — 14—19 лет. Средний промысловый вес шипа на Арале был около 12—16 кг, в Куре — около 20 кг. Плодовитость аральского шипа 216—388 тыс. икринок, каспийского — 280—1290 тыс. икринок (средняя — 593 тыс. икринок). В Аральском море основной пищей шипа являлись моллюски, в Каспийском море — рыба и моллюски. В озере Балхаш имеется только озимая раса. В 1933—1934 годах 289 взрослых аральских шипов весом 6,7—30 кг выпустили в реку Или. Шипы в 1934 году выметали икру в р. Или, дали потомство, которое в возрасте 12—13 лет вновь пришло в р. Или. В Балхаше шип в возрасте 11 лет достигает 130 см длины и 9—9,5 кг веса.
Шип в природе образует помеси с белугой, с севрюгой («севрюжий шип») и с осетром. На Куре путём искусственного оплодотворения получены жизнестойкие гибриды: шип×осётр, шип×севрюга.

## Промысел и охрана
Вылов в дикой природе и экспорт его икры запрещен, но кое-где добывается для местного использования. В торговой сети шип не выделяется из осетровых. Выращивается на товарных рыбозаводах в России, Иране и Казахстане, для получения черной икры и осетрины. В России и Иране в небольших масштабах осуществляется выпуск молоди в бассейн Каспийского моря, а также (в России) — в реки Кубань и Дон.
В 1930-х годах ежегодный улов составлял 300—620 тонн, однако уже в 1960-х годах запасы шипа существенно сократились, уловы снизились до 6—9 т в год. В 1983 году шип был внесён в Красные книги Узбекистана и Казахстана, его вылов запрещён. В настоящее время аральская популяция, включая Сырдарью, исчезла, существуют планы по реакклиматизации шипа в Малом Арале. Небольшие дикие популяции сохранились в последние годы в Или-Балхашском бассейне, куда он был ранее интродуцирован, а также в р. Урал (Казахстан).